# میشل فیلیپس
میشل فیلیپس یا هالی میشل گیلیام (انگلیسی: Holly Michelle Gilliam؛ زادهٔ ۴ ژوئن ۱۹۴۴) متولد ۴ ژوئن ۱۹۴۴ خواننده، ترانه‌سرا، بازیگر و مدل اهل ایالات متحده آمریکا است. وی از سال ۱۹۶۰ میلادی تاکنون مشغول فعالیت بوده‌است. او بعنوان خواننده در کوارتت موزیکال Mamas and the Papas در اواسط دهه ۱۹۶۰ به شهرت رسید. در آن زمان صدای او توسط مجله تایم به عنوان «ناب‌ترین سوپرانو در موسیقی پاپ» توصیف شد. او از دهه ۱۹۷۰ بعنوان بازیگر زن در سینما و تلویزیون به‌صورت حرفه ای شروع به فعالیت نمود.
او که اهل لانگ بیچ، کالیفرنیا است، زندگی اولیه خود را در لس آنجلس و مکزیکو سیتی گذراند و توسط پدر بیوه اش بزرگ شد. هنگامی که به عنوان مدل در سانفرانسیسکو کار می‌کرد، در سال ۱۹۶۲ با جان فیلیپس آشنا شد و با وی ازدواج کرد و در سال ۱۹۶۵ گروه آوازی Mamas and the Papas را تأسیس کرد. این گروه با تک آهنگ‌های محبوب خود "California Dreamin" و "Creeque_Alley" به شهرت رسید «کوچه کریک»، که هر دوی آن‌ها را با هم نوشته‌است. آنها پنج آلبوم استودیویی را قبل از انحلالشان در سال ۱۹۷۰ منتشر کردند. او با جان فیلیپس یک دختر به دنیا آورد، خواننده چینا فیلیپس.
فیلیپس در ۴ ژوئن ۱۹۴۴، هالی میشل گیلیام در لانگ بیچ، کالیفرنیا، دومین فرزند جویس لئون (پول)، یک حسابدار کانادایی الاصل، و گاردنر برنت گیلیام، متولد شد. دریانورد تجاری از سن دیگو. او یک خواهر بزرگتر به نام راسل آن داشت. پدربزرگ پدری فیلیپس، مارکوس گیلیام، اهل والا والا، واشینگتن بود و به عنوان معدنچی و هتلدار در ایری، بریتیش کلمبیا کار می‌کرد. شهرستان گیلیام، اورگان، نام خود را از اجداد پدری خود گرفته‌است. مادر او از مشکلات قلبی ناشی از یک حمله دوران کودکی با تب روماتیسمی، از جمله اندوکاردیت تحت حاد، رنج می‌برد، و زمانی که فیلیپس پنج ساله بود بر اثر خونریزی مغزی درگذشت. فیلیپس با تأمل در مورد بیماری مادرش گفت: "آنها می‌دانستند که این فقط یک مسئله زمان است… او عصرها روی مبل دراز می‌کشید و به خواندن پدرم گوش می‌داد. در رختخواب گذاشتم، مادرم فقط سرش را بلند کرد، بیهوش روی کاناپه افتاد و تمام».